# Lijst van deelnemers aan de Synode van Dordrecht

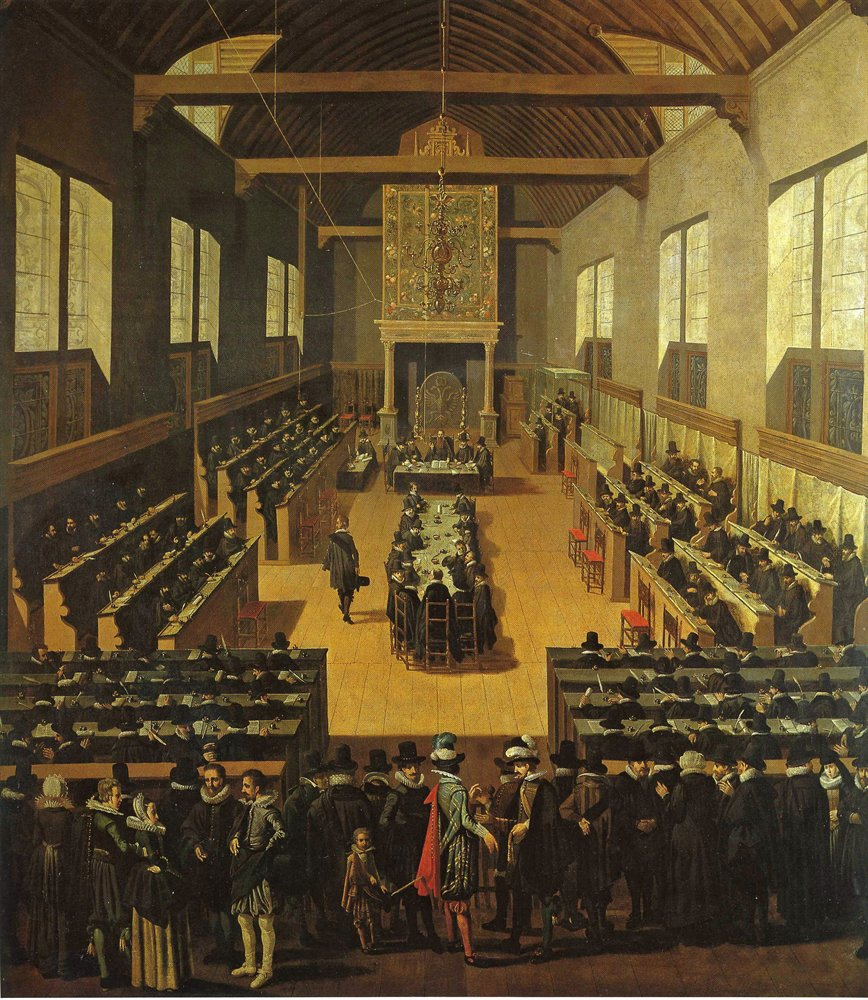
Pouwels Weyts de Jonge (1585-1629): De vergadering van de Nationale Synode in de Sebastiaansdoelen in Dordrecht, 1618-1619, 1621. De Arminianen zitten als aangeklaagde partij aan de tafel in het midden. Afbeelding is van de bovenzaal van het voorhuis van de Kloveniersdoelen, de plaats waar de zittingen werden gehouden, maar de titel van het doek vermeldt Sebastiaansdoelen.

Dit is een lijst van deelnemers aan de Synode van Dordrecht (13 november 1618 - 29 mei 1619). Er waren vele afgevaardigden: 37 predikanten, negentien ouderlingen, vijf professoren in de theologie van universiteiten uit de Republiek der Zeven Verenigde Nederlanden, achttien commissarissen-politiek van de Staten uit de diverse gewesten en 25 waarnemers van buiten de Republiek (uit Engeland, Duitsland en Zwitserland). Allen hadden stemrecht. Veruit de meeste afgevaardigden hingen de leer van de contraremonstranten aan. De aanwezige remonstranten waren geen volwaardige deelnemers, maar gedaagden. Er werd bijna iedere dag in het Latijn vergaderd in een bovenzaal van de Kloveniersdoelen in Dordrecht, totaal 180 zittingen, soms twee op een dag.

## Nederlandse Gedeputeerden
In de Tweede Zitting op 14 november 1618 werden de geloofsbrieven van de gedeputeerden (afgevaardigden) van de Nederlandse Synoden in de provincies getoond, waarmee zij tot de Nationale Synode waren afgevaardigd.

### Uit het Vorstendom van Gelderland en het Graafschap Zutfen
1. Wilhelmus Stefani, Doctor in de H. Theologie,Predikant van Arnhem
2. Eihardus van Mehen, Predikant der kerk van Harderwijk
3. Sehastianus Dammannus, Predikant van Zutfen
4. Johannes Boulietus, Predikant te Warnsfeld
5. Jacobus Verheyden, Rector der School van Nijmegen, en Ouderling der kerk aldaar
6. Henricus van Hel, Burgemeester van Zutfen, en Gecommitteerde in de vergadering der H. M. Heeren Staten-Generaal,Ouderling der kerk van Zutfen.

### Uit Zuid-Holland
1. Balthasar Lydius, Predikant van Dordrecht
2. Henricus Arnoldi van der Linden, Predikant van Delft
3. Festus Hommius, Predikant van Leiden
4. Gijsbertus Voetius, Predikant van Heusden
5. Arnoldus Muys van Holy, Baljuw van Zuid-Holland en Ouderling der kerk van Dordrecht
6. Johannus Latius, Ouderling der kerk van Leiden.

### Uit Noord-Holland
1. Jacobus Rolandus, Predikant van Amsterdam
2. Jacobus Triglandius, Predikant van Amsterdam
3. Abrahamus van Doreslaer, Predikant van Enkhuizen
4. Samuel Bartholdus, Predikant van Monnikendam
5. Theodorus Heyngius, Ouderling der kerk van Amsterdam
6. Dominions van Heemskerk, Doctor in de beide Rechten, en Ouderling der kerk van Amsterdam.

### Uit Zeeland
1. Hermannus Faukelius, Predikant van Middelburg
2. Godefridus Udemans, Predikant van Zierikzee
3. Cornelius Regius, Predikant te Goes
4. Lambertus de Rijcke, Predikant van Bergen op Zoom
5. Josias Vosbergen, Doctor in de beide Rechten, Raad in de Rekenkamer van Zeeland, en Ouderling der kerk van Middelburg
6. Adrianus Hofferus, Schepen en Raad der stad Zierikzee, en Ouderling dier kerk.

### Uit de Provincie Utrecht
Vanwege de kerken dezer Provincie, die aldaar het gevoelen volgen der Contra Remonstranten. 
1. Johannes Dibbetzius, Predikant van Dordrecht, gedeputeerde van de rechtgevoelende Utrechtsche Synode
2. Arnoldus Oortcampius, Predikant van Amersfoort
3. Lambertus Canterus, Raad der stad Utrecht, en Ouderling der kerk van Utrecht.

Vanwege de kerken, die aldaar het gevoelen volgen der Remonstranten. 
1. Isaacus Frederici, Predikant van Utrecht
2. Samuel Naeranus, Predikant van Amersfoort
3. Stephanus van Helsdingen, Doctor in de beide Rechten aan het Provinciale Hof van Utrecht, en Ouderling der kerk aldaar.

### Uit Friesland
1. Johannus Bogermanus, Predikant van Leeuwarden
2. Florentius Joannis, Predikant van Sneek
3. Philippus Danielis F. Eilshemius, Predikant van Harlingen
4. Meinardus ad Idzerda, Gecommitteerde Raad der Heeren Staten van Friesland, en Ouderling der kerk van Leeuwarden
5. Kempo van Harinxma van Donia, Raadsheer van het Provinciale Hof van Friesland, en Ouderling der kerk van Leeuwarden
6. Johannes van der Sande, Doctor in de beide Rechten, Raadsheer van het Provinciale Hof van Friesland, en Ouderling der kerk van Leeuwarden.

### Uit Overijsel
1. Casparus Silebius, Predikant van Deventer
2. Hermannus Wiferdingius, Predikant van Zwolle
3. Hieronymus Vogelius, Predikant van Hasselt, bedienende de kerk van Kampen ten tijde der deputatie
4. Johannes Langius, Predikant van Vollenhove
5. Guilielmus van Broeckhuysen, Ouderling der kerk van Zwolle
6. Johannes van Lauwieck, Burgemeester der stad Kampen, en Ouderling der kerk aldaar.

### Uit de Stad Groningen en de Ommelanden
1. Gornelius Hillenius, Predikant van Groningen
2. Georgius Plaeins, Predikant van Appingadam,
3. Wolfgangus Agricola, Predikant van Bedum
4. Johannes Lolingius,Predikant van Noordbroek * Deze werd ziek op 14 november 1618 en voor het vervolg van de Synode opgevolgd door Wigboldus Homeri, Predikant van Midwolda
5. Egbertus Halbes, Licentiaat in de beide Rechten, Ouderling der kerk van Groningen
6. Johannes Ruffelaert, Ouderling der kerk van Stedum.

### Uit Drente
1. Themo van Asschenberg, Predikant van Meppel
2. Patroclus Rommelingius,Predikant van Ruinen.

### Uit de Waalsch Nederlandsche Kerken
1. Daniel Colonius, Predikant van Leiden, en Regent van het Waalsch Nederlandsche Collegie, aan de Academie van Leiden
2. Johannes dela Croix, Predikant van Haarlem
3. Johannes Doucher, Predikant van Vlissingen
4. Jeremias de Pours, Predikant van Middelburg
5. Euerardus Becker, Ouderling der kerk van Middelburg
6. Petrus du Pont, Ouderling der kerk van Amsterdam.

### Leiding
Hieruit werden gekozen een President, twee Assessoren en twee Scriba's of Secretarissen. Uit de Edele en Achtbare Gecommitteerden zijn verzocht geweest de E. Heeren Martinus Gregorij, en Simon Schotte, dat zij met vier geordende Ouderlingen, Arnoldus Muys van Holy, Jacobus Verheyden, Josias Vosbergius en Johann Latius, de stemmen zouden verzamelen. 
- Door welk getal verkoren is tot Praeses der Synode, Johannes Bogermannus, Predikant van Leeuwarden
- tot Assessoren, Jacobus Rolandus, Predikant van Amsterdam, en Hermannus Faukelius, Predikant van Middelburg,
- en tot Scriba's of Secretarissen, die de verhandelde zaken zouden aanteekenen, Sebastianus Dammannus, Predikant van Zutfen en Festus Hommius, Predikant van Leiden.

## Nederlandse Professoren
In dezelfde Zitting hebben de E. Professoren der H. Theologie, aan de Academiën en Hoogescholen der Vereenigde Nederlanden, 
de brieven der E. M. H. Staten der Provinciën, van welke zij gezonden waren, openlijk overgelegd. 
Deze zijn gelezen en goedgekeurd welker namen hier volgen. 
1. Van de E. M. Heeren Staten van Holland en West-Friesland: Johannes Polyander, Doctor en Professor der H. Theologie, aan de Academie van Leiden.
2. Van de E. M. Heeren Staten van Groningen en de Ommelanden: Franciscus Gomarus, Doctor en Professor der H. Theologie, aan de Academie van Groningen.
3. Van de E. M. Heeren Staten van het Vorstendom Gelderland, en van het Graafschap Zutfen: Antonius Thysius de Oudere, Professor der H. Theologie, aan de Hoogeschool te Harderwijk
4. Sibrandus Lubbertus, hoogleraar te Franeker
5. Antonius Walaeus, hoogleraar te Middelburg

## Buitenlandse theologen
Op de Derde Zitting, woensdagmiddag 14 november 1618 zijn de uitheemse Theologen gevraagd om hun geloofsbrieven aan de Synode. Ze antwoorden dat ze geloofsbrieven voor de Heeren Staten-Generaal hadden meegebracht en sommigen aan de Doorluchtigsten Prins van Oranje.

### Van den GrootMachtigsten Koning van GrootBrittanje, Jacobus I
1. Georgius, Bisschop van Landa
2. Josephus  Hall, Doctor in de H. Theologie en Deken van Wigorn
3. Johannes Davenantius, Doctor in de H. Theologie, en publiek Professor aan de Academie van Cambridge, en Regent van het Collegie der Koningin aldaar
4. Samuel Wardus, Doctor in de H. Theologie, Aartsdiaken van Taunton, en Regent van het Collegie van Sidney, aan de Academie van Cambridge.

### Van den Doorluchtigsten Keurvorst en PaltzGraaf
1. Abrahamus Scultetus, Doctor en Professor der H. Theologie aan de Academie van Heidelberg, en Hofprediker
2. Paulus  Tossanus, Doctor der H. Theologie, en raad in den Kerkeraad van den NederPaltz
3. Henricus Alt in gins, Doctor en Professor der H. Theologie aan de Academie van Heidelberg, en Regent van 't Collegie Sapientiae.

### Van den Doorluchtigen Landgraaf van Hessen
1. Georgius Cruciger, Doctor der Theologie, Professor en thans Rector der Academie van Marburg
2. Paulus Steinius, Hofprediker, en Professor der H. Theologie, aan het Adellijke Mauritsche Collegie, den Broederen te Cassel
3. Daniel Angelocrator, Predikant van Marburg, en Superintendent der naastgelegene Kerken aan de Laan en Eder
4. Rodolphus Goclenus den Ouden, de voornaamste Professor in de zuivere Philosophie aan de Academie van Marburg, en thans Deken.

### Van de vier Gereformeerde Republieken van Zwitserland
1. Johannes Jacobus Breytingerus, Predikant van Zurich
2. Marcus Rutimeyerus, Doctor der H. Theologie en Predikant van Bern
3. Sebastianus Beckius, Doctor der H. Theologie, en Professor in het Nieuwe Testament, aan de Academie van Bazel, en aldaar Deken der Theologische Faculteit
4. Wolfgangus Meyerus, Doctor der H. Theologie, en Predikant van Bazel
5. Johannes Conradus Kochius, Predikant van Schaffhausen.

### Van het Graafschap Nassau
1. Johannes Bisterfeld, hofprediker te Siegen
2. Georgius Fabricus, predikant te Windecken
3. Johann Heinrich Alsted, hoogleraar theologie te Herborn

### Van de Republiek en Kerk van Geneve
1. Johannes Deodatus, Predikant van Geneve, en Professor der H. Theologie aan de School aldaar
2. Theodorus Tronchinus, Dienaar des Goddelijken Woords, in de Kerk van Geneve, en Professor der H. Theologie aldaar.

### Van de Republiek en Kerk van Bremen
1. Matthias Martinius, Rector der vermaarde School van Bremen, en Professor aldaar in de H. Schrift
2. Henricus Isselburgius, Doctor der H. Theologie, en te Bremen, in de Kerk der Maagd Maria, dienaar van Jezus Christus en Professor in het Nieuwe Testament aan de School
3. Ludovicus Crocius, Doctor der H. Theologie, Predikant te Bremen in de St. Maartens Kerk, en aan de Groote School Professor in het Oude Testament, en in de Practische Philosophie.

### Van de Republiek en Kerk van Embden
1. Daniel Bernhardus Eilshemius, oudste Predikant der kerk van Embden
2. Ritzius Lucas Grimershemius, Predikant van Embden.

## Verdere uitgenodigde remonstranten
Op de Derde Zitting, donderdagmorgen 19 november 1618, werd besloten een aantal remonstrantse predikanten te ontbieden:

### Uit Gelderland, en het gebied van den Graaf
1. Henricus Leo, Predikant van Bommel
2. Bernerus Wezekius, Predikant van Echteld
3. Henricus Hollingerus, Predikant der Kerk van den Graaf.

### Uit Zuid-Holland
1. Mr. Simon Episcopius, Professor der H. Theologie aan de Academie van Leiden
2. Johannes Arnoldi Corvinus, Predikant van Leiden
3. Bernardus Dwinglonius, Predikant van Leiden
4. Eduard Poppius, Predikant te Gouda
5. Theophilus Rijckewaert, Predikant in den Briel.

### Noord-Holland
1. Philippus Pinackerus, Predikant van Alkmaar
2. Dominicus Sapma, Predikant van Hoorn.

### Uit Overijsel
1. Thomas Goswinius, Predikant van Kampen
2. Assuerus Matthisius, Predikant van Kampen.

## Gecommitteerden van de Staten-Generaal
Hoewel zij eigenlijk geen leden van de synode waren, waren deze afgevaardigden van de Staten-Generaal toch aanwezig bij de vergaderingen.

### Namens de Staten van Gelre en Zutphen
1. Martinus Gregorii, eerste raadsheer in het Hof van Gelderland
2. Henrick van Esse, raadsheer in het Hof van Gelderland

### Namens de Staten van Holland en West-Friesland
1. Walraven IV van Brederode, heer van Vianen
2. Hugo Muys van Holy, schout van Dordrecht
3. Cornelis Fransz. de Witt, burgemeester van Dordrecht
4. de:Jacob Boelens, burgemeester van Amsterdam
5. Gerard van der Nieuwburg, burgemeester van Alkmaar
6. Rochus van der Honert, eerste raadsheer in de Hoge Raad te Den Haag
7. Nicolaes Cromhout, eerste raadsheer in het Hof van Holland te Den Haag

### Namens de Staten van Zeeland
1. Simon Schotte, secretaris van Middelburg
2. Jacob van Campe, lid van de Gecommitteerde Raden van de Staten van Zeeland te Middelburg

### Namens de Staten van Utrecht
1. Willem van Hardevelt, burgemeester van Amersfoort
2. Frederick van Zuylen van Nyevelt, heer van Aertsbergen

### Namens de Staten van Friesland
1. Ernst van Aylva, lid van de Staten van Friesland en grietman van Oostdongeradeel
2. Ernst van Harinxma, eerste raadsheer van het Hof van Friesland in Leeuwarden

### Namens de Staten van Overijssel
1. Hendrick Hagen, edelman te Vollenhove
2. Johan van Hemert, burgemeester van Deventer en gedeputeerde in de Staten-Generaal

### Namens de Staten van Groningen en Ommelanden
1. Hieronymus Isbrants, lid van de Generaliteitskamer te Den Haag
2. Edzard Jacobus Clant, heer van Essinge en Zandeweer en lid van de Staten van Groningen

### Overige
1. Secretaris Daniël Heinsius, hoogleraar geschiedenis en universiteitsbibliothecaris te Leiden
2. Penningmeester Jacob de Witt, houthandelaar en raadslid te Dordrecht